# Highlanders Catanzaro
Gli Highlanders Catanzaro sono una squadra di football americano nata nel 2008 raccogliendo l'eredità dei Red Eagles, uno dei primi club sportivi che fin dalla metà degli anni '80 ha importato l'American Football a Catanzaro.
La squadra ha militato nella Terza Divisione, campionato di Football a 9 della FIDAF (Federazione Italiana Di American Football), guadagnando anche ottimi risultati sia nel proprio girone di appartenenza, che nel ranking nazionale con eccellenze da parte di atleti individuali e da parte dell'intero team. Sicuramente da incorniciare il risultato ottenuto nella Regular Season del 2015 con un risultato di 6 vittorie e nessuna sconfitta, che l'ha resa la Perfect Season di sempre.
La passione e la sua semina danno i loro frutti quando, alla fine del 2016, gli Highlanders raggiungono un nuovo ed assottigliatissimo organigramma lasciando che una 'costola' rinasca autonomamente in una nuova A.S.D. dedicata alla Terza Divisione, mentre gli Highlanders iniziano un nuovo progetto interamente dedicato agli Under 18, già dal 2017.